# Robert Reichel
Pour les articles homonymes, voir Reichel.
Temple de la renommée de l'IIHF : 2015
Temple de la renommée du hockey tchèque :
Robert Reichel (né le 25 juin 1971 à Litvínov en Tchécoslovaquie, aujourd'hui ville de République tchèque) est un joueur professionnel de hockey sur glace devenu entraîneur.

## Carrière

### Carrière en club

#### Le début en Europe
Il commence sa carrière professionnelle en 1985 en signant son premier contrat professionnel avec le club de sa ville. Il est alors âgé de 16 ans et marque déjà les esprits par son jeu. Le club porte alors le nom de Chemické závody Litvínov et évolue dans la première division du pays. En 1988-1989, alors que c'est déjà sa quatrième saison en professionnel, il finit pour la première fois parmi les dix meilleurs pointeurs de la saison : il termine huitième avec 48 points. Au cours de l'été qui va suivre, il participe au repêchage d'entrée dans la Ligue nationale de hockey et il est choisi par les Flames de Calgary en tant que 70e joueur du repêchage (septième ronde).
La saison suivante, il se place à la première place de ce classement avec 71 points et il est également élu dans l'équipe type de la saison aux côtés de Dominik Hašek, Leo Gudas, Jerguš Bača, Jiří Doležal et Jaromír Jágr. Il est également second meilleur pointeur des séries et son équipe finit à la troisième place de la saison.

#### L'Amérique du Nord
Il décide de faire le grand saut en 1990 et rejoint la LNH et l'équipe des Flames avec qui il va connaître des bonnes saisons avec près de 20 buts les deux premières saisons et le double les deux saisons suivantes. Au début de la 1994-1995 alors qu'un lock-out va grever une partie de la saison, il rejoint l'Allemagne et l'équipe des Frankfurt Lions pour le début de la saison. Il maintient au cours de ce début de saison une moyenne de 2 points par match mais retourne tout de même avec les Flames lorsque le championnat reprend.
Il va connaître au cours de la saison suivante un différend avec les Flames et décide de jouer la saison 1995-1996 entière avec les Lions. Alors que l'équipe finit à la huitième place du classement, il est le meilleur pointeur de la ligue avec 101 points mais son équipe se fait éliminer dès le premier tour des séries. Il termine tout de même la saison dans l'équipe type en compagnie de Klaus Merk, Tom O'Regan, Sergueï Sorokine, Sergueï Berezine et Mark MacKay.
Il retourne par la suite dans la LNH avec les Flames puis est échangé aux Islanders de New York au cours de la saison 1996-1997 en retour de Marty McInnis et Tyrone Garner et d'un choix de repêchage. Il passe un peu plus de trois saisons avec les Islanders avant de rejoindre avant la fin de la saison 1998-1999 les Coyotes de Phoenix. Ne parvenant pas à retrouver son jeu productif et souhaitant se rapprocher de sa fille, il retourne dans son pays pour la saison 1999-2000 et 2000-2001, où il signe avec son club de toujours. Le club s'appelle désormais le HC Chemopetrol et évolue dans l'Extraliga tchèque.
Lors de la saison 1999-2000, il finit une nouvelle fois dans les meilleurs pointeurs du pays avec 57 points (quatrième) mais l'équipe perd en demi-finale contre le futur champion, le HC Sparta Prague. Il est alors capitaine de l'équipe mais blessé lors du cinquième match décisif des séries de 2000-2001, son équipe est éliminée en quart de finale par l'autre club de Prague, le Slavia Prague.
Il est échangé au cours de l'été 2001 aux Maple Leafs de Toronto par les Coyotes en compagnie de Travis Green et Craig Mills en retour de Danny Markov. Il va jouer ses trois dernières saisons dans la LNH avec l'équipe de l'Ontario avant de signer en août 2004 en tant qu'agent libre avec le club de sa ville natale.

#### De retour en Europe

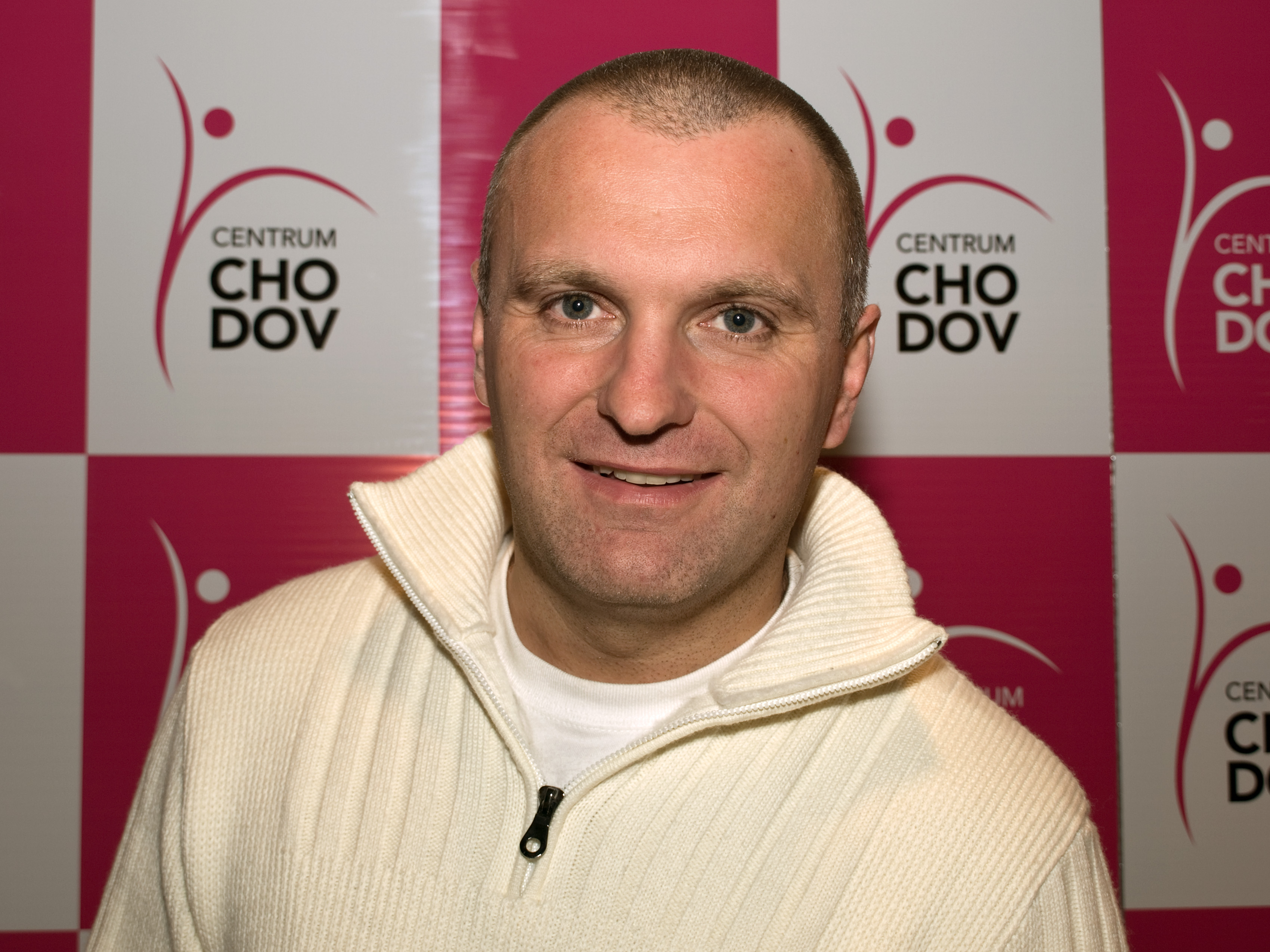
Robert Reichel (2010)

Il signe donc un contrat avec Litvínov et revient dans son équipe de toujours à la fois comme capitaine mais aussi comme directeur général de l'équipe. Il évolue avec son ami Martin Ručinský mais en décembre, l'équipe ne parvient plus à gagner et les deux joueurs se blessent. Qualifiés de justesse pour les séries grâce à Jan Čaloun, l'équipe perd tout de même au premier tour des séries. Les saisons suivantes sont moins bonnes, l'équipe finissant les deux années à la douzième place du classement et ne se qualifiant pas pour les séries. Malgré tout en 2006-2007, Reichel se hisse une nouvelle fois dans le classement des dix meilleurs pointeurs de la saison : avec 47 points il n'est qu'à une dizaine de points de Jaroslav Hlinka meilleur pointeur.

### Carrière internationale
Il joue pour l'équipe de Tchécoslovaquie pour la première fois lors du championnat d'Europe junior de 1988. Il va par la suite porter le maillot national puis celui de la République tchèque à de nombreuses reprises.
Entre 1988 et 1993, à chaque compétition internationale, il finit meilleur pointeur du tournoi et son record de 21 points ne battu que par Peter Forsberg en 1993. Ainsi, il est élu dans l'équipe type des championnats d'Europe junior de 1988 et 1989 ainsi que dans celle du championnat du monde junior de 1990. À l'issue du championnat de Tchécoslovaquie 1989-1990, il finit meilleur pointeur de la ligue et est alors invité au championnat du monde sénior cette même année.
Aligné aux côtés de Robert Holík et de Jaromír Jágr, Reichel va faire parler de lui en finissant quatrième meilleur pointeur avec 11 points. L'équipe remporte alors la médaille de bronze et il est élu dans l'équipe type selon les journalistes.

## Statistiques
Pour les significations des abréviations, voir Statistiques du hockey sur glace.

### Statistiques en club
| Saison     | Équipe                 | Ligue      |     | Saison régulière | Saison régulière | Saison régulière | Saison régulière | Saison régulière |   | Séries éliminatoires | Séries éliminatoires | Séries éliminatoires | Séries éliminatoires | Séries éliminatoires |
| Saison     | Équipe                 | Ligue      | PJ  | B                | A                | Pts              | Pun              | PJ               | B | A                    | Pts                  | Pun                  |                      |                      |
| 1985-1986  | CHZ Litvínov           | 1. liga    |     |                  |                  |                  |                  |                  |   |                      |                      |                      |                      |                      |
| 1986-1987  | CHZ Litvínov           | 1. liga    |     |                  |                  |                  |                  |                  |   |                      |                      |                      |                      |                      |
| 1987-1988  | CHZ Litvínov           | 1. liga    | 36  | 17               | 10               | 27               | 8                |                  |   |                      |                      |                      |                      |                      |
| 1988-1989  | HC Litvínov            | 1. liga    | 44  | 23               | 25               | 48               | 32               |                  |   |                      |                      |                      |                      |                      |
| 1990-1991  | Flames de Calgary      | LNH        | 66  | 19               | 22               | 41               | 22               | 6                | 1 | 1                    | 2                    | 0                    |                      |                      |
| 1991-1992  | Flames de Calgary      | LNH        | 77  | 20               | 34               | 54               | 32               |                  |   |                      |                      |                      |                      |                      |
| 1992-1993  | Flames de Calgary      | LNH        | 80  | 40               | 48               | 88               | 54               | 6                | 2 | 4                    | 6                    | 2                    |                      |                      |
| 1993-1994  | Flames de Calgary      | LNH        | 84  | 40               | 53               | 93               | 58               | 7                | 0 | 5                    | 5                    | 0                    |                      |                      |
| 1994-1995  | Frankfurt Lions        | DEL        | 21  | 19               | 24               | 43               | 41               |                  |   |                      |                      |                      |                      |                      |
| 1994-1995  | Flames de Calgary      | LNH        | 48  | 18               | 17               | 35               | 28               | 7                | 2 | 4                    | 6                    | 4                    |                      |                      |
| 1995-1996  | Frankfurt Lions        | DEL        | 46  | 47               | 54               | 101              | 84               |                  |   |                      |                      |                      |                      |                      |
| 1996-1997  | Flames de Calgary      | LNH        | 70  | 16               | 27               | 43               | 22               |                  |   |                      |                      |                      |                      |                      |
| 1996-1997  | Islanders de New York  | LNH        | 12  | 5                | 14               | 19               | 4                |                  |   |                      |                      |                      |                      |                      |
| 1997-1998  | Islanders de New York  | LNH        | 82  | 25               | 40               | 65               | 32               |                  |   |                      |                      |                      |                      |                      |
| 1998-1999  | Islanders de New York  | LNH        | 70  | 19               | 37               | 56               | 50               |                  |   |                      |                      |                      |                      |                      |
| 1998-1999  | Coyotes de Phoenix     | LNH        | 13  | 7                | 6                | 13               | 4                | 7                | 1 | 3                    | 4                    | 2                    |                      |                      |
| 1999-2000  | HC Litvínov            | Extraliga  | 45  | 25               | 32               | 57               | 24               |                  |   |                      |                      |                      |                      |                      |
| 2000-2001  | HC Litvínov            | Extraliga  | 49  | 23               | 33               | 56               | 72               | 5                | 1 | 2                    | 3                    | 2                    |                      |                      |
| 2001-2002  | Maple Leafs de Toronto | LNH        | 78  | 20               | 31               | 51               | 26               | 18               | 0 | 3                    | 3                    | 4                    |                      |                      |
| 2002-2003  | Maple Leafs de Toronto | LNH        | 81  | 12               | 30               | 42               | 26               | 7                | 2 | 1                    | 3                    | 0                    |                      |                      |
| 2003-2004  | Maple Leafs de Toronto | LNH        | 69  | 11               | 19               | 30               | 30               | 12               | 0 | 2                    | 2                    | 8                    |                      |                      |
| 2004-2005  | HC Chemopetrol         | Extraliga  | 32  | 9                | 19               | 28               | 32               |                  |   |                      |                      |                      |                      |                      |
| 2005-2006  | HC Chemopetrol         | Extraliga  | 52  | 11               | 26               | 37               | 50               |                  |   |                      |                      |                      |                      |                      |
| 2006-2007  | HC Chemopetrol         | Extraliga  | 52  | 26               | 21               | 47               | 46               |                  |   |                      |                      |                      |                      |                      |
| 2007-2008  | HC Litvínov            | Extraliga  | 39  | 19               | 6                | 25               | 54               |                  |   |                      |                      |                      |                      |                      |
| 2008-2009  | HC Litvínov            | Extraliga  | 47  | 14               | 31               | 45               | 72               | 1                | 0 | 0                    | 0                    | 2                    |                      |                      |
| 2009-2010  | HC Litvínov            | Extraliga  | 52  | 13               | 28               | 41               | 88               | 5                | 3 | 4                    | 7                    | 0                    |                      |                      |
| Totaux LNH | Totaux LNH             | Totaux LNH | 830 | 252              | 378              | 630              | 388              | 70               | 8 | 23                   | 31                   | 20                   |                      |                      |

### Statistiques en équipe nationale
| Année | Équipe             | Compétition                  |    | PJ | B  | A  | Pts | Pun | +/-                         |  | Résultat |
| 1988  | Tchécoslovaquie    | Championnat d'Europe -18 ans | 5  | 7  | 4  | 11 |     |     | Médaille d'or               |  |          |
| 1988  | Tchécoslovaquie    | Championnat d'Europe Junior  | 6  | 8  | 4  | 12 | 6   |     |                             |  |          |
| 1988  | Tchécoslovaquie    | Championnat du monde junior  | 7  | 3  | 8  | 11 |     |     | 4e place                    |  |          |
| 1989  | Tchécoslovaquie    | Championnat d'Europe Junior  | 6  | 14 | 7  | 21 | 12  |     | Médaille d'argent           |  |          |
| 1989  | Tchécoslovaquie    | Championnat du monde junior  |    |    |    |    |     |     | Médaille de bronze          |  |          |
| 1990  | Tchécoslovaquie    | Championnat du monde junior  | 7  | 11 | 10 | 21 | 4   |     | Médaille de bronze          |  |          |
| 1990  | Tchécoslovaquie    | Championnat du monde         | 10 | 5  | 6  | 11 | 4   |     | Médaille de bronze          |  |          |
| 1991  | Tchécoslovaquie    | Championnat du monde         | 8  | 2  | 4  | 6  | 10  |     | 6e place                    |  |          |
| 1992  | Tchécoslovaquie    | Championnat du monde         | 8  | 1  | 3  | 4  | 2   |     | Médaille de bronze          |  |          |
| 1996  | République tchèque | Coupe du monde               | 3  | 1  | 0  | 1  | 0   |     | Élimination au premier tour |  |          |
| 1996  | République tchèque | Championnat du monde         | 8  | 4  | 4  | 8  | 0   | 8   | Médaille d'or               |  |          |
| 1997  | République tchèque | Championnat du monde         | 9  | 1  | 4  | 5  | 4   |     | Médaille de bronze          |  |          |
| 1998  | République tchèque | Jeux olympiques d'hiver      | 6  | 3  | 0  | 3  | 0   |     | Médaille d'or               |  |          |
| 2000  | République tchèque | Championnat du monde         | 9  | 2  | 3  | 5  | 4   | 3   | Médaille d'or               |  |          |
| 2001  | République tchèque | Championnat du monde         | 9  | 5  | 7  | 12 | 4   | 11  | Médaille d'or               |  |          |
| 2002  | République tchèque | Jeux olympiques d'hiver      | 4  | 1  | 0  | 1  | 2   | -2  | 5e place                    |  |          |
| 2003  | République tchèque | Championnat du monde         | 8  | 4  | 4  | 8  | 2   | 4   | 4e place                    |  |          |
| 2004  | République tchèque | Coupe du monde               | 4  | 0  | 0  | 0  | 2   | -4  | Élimination en demi-finale  |  |          |

## Trophées et honneurs personnels

### Carrière en club
- 1. liga tchécoslovaque
  - 1989 - Huitième meilleur pointeur de la saison
  - 1990 - Meilleur pointeur de la saison et élu dans l'équipe type
- Deutsche Eishockey-Liga
  - 1996 - Meilleur pointeur de la saison et élu dans l'équipe type
- Extraliga tchèque
  - 2000 - Quatrième meilleur pointeur de la saison
  - 2007 - Septième meilleur pointeur de la saison

### Carrière internationale
Cette section ne reprend pas les médailles obtenues par Reichel (voir plus haut).
- Championnat d'Europe junior
  - 1988 - Sélectionné dans l'équipe type
  - 1989 - Sélectionné dans l'équipe type et meilleur pointeur
- Championnat du monde junior
  - 1990 - Sélectionné dans l'équipe type, élu meilleur attaquant, buteur et pointeur
- Championnat du monde
  - 1990 - Sélectionné dans l'équipe type et quatrième meilleur pointeur
  - 1996 - Sélectionné dans l'équipe type et septième meilleur pointeur
  - 2001 - Sélectionné dans l'équipe type et troisième meilleur pointeur